# Теклівка (Коростенський район)
Теклі́вка — село в Україні, в Коростенському районі Житомирської області. Входить до складу Овруцької міської громади. Населення становить 50 осіб.

## Історія
Колишня назва — Слобода-Хлуплянська.
18 листопада 1921 р. під час Листопадового рейду через Слободу Хуплянську, повертаючись із походу, проходили залишки Волинської групи (командувач — Юрій Тютюнник) Армії Української Народної Республіки.
20 липня 1943 року нацистські окупанти спалили повністю село Теклівка Словечанського району.